# La Boîte de Pandore (film, 1909)
Pour les articles homonymes, voir La Boîte de Pandore.
Pour plus de détails, voir Fiche technique et Distribution.
La Boîte de Pandore est un film muet français réalisé par Louis Feuillade sorti en 1909.

## Distribution
- Alice Tissot
- Maurice Vinot
- Renée Carl